# Upiak Isil
Pour les articles homonymes, voir Isil.
Upiak Isil, de son nom de naissance Silvia Nanda née le 24 décembre 1986 à Bukittinggi sur l'île de Sumatra occidental, est une chanteuse pop indonésienne. En 2017, elle devient mondialement célèbre grâce au succès de sa chanson Tak Tun Tuang,,,,.

## Discographie

### Singles
- 2017 : Tak Tun Tuang
- 2018 : Kamera Palsu

### Albums
- Malas Dedek Mah (Full Album)
- Harok Jo Padi Salibu
- Album Lawak Basilemak 3 Diva
- Emang Uda Sia (Full Album)
- Amris Arifin & Isil - Bahagia Bukan Harato (Album)
- Pudurkan Saja (Full Album)
- Upiak Isil - Kutang Barendo (Full Album)

## Filmographie
- 2018 : Liam Dan Laila
- 2018 : Mama Mama Jagoan
- 2021 : Begadang Rendang